# Bendowulung
Bendowulung is een bestuurslaag in het regentschap Blitar van de provincie Oost-Java, Indonesië. Bendowulung telt 3434 inwoners (volkstelling 2010).